# Caenolambda
Caenolambda (лат.) — род вымерших млекопитающих из подотряда пантодонтов отряда цимолестов. Ископаемые остатки Caenolambda найдены в палеоценовых отложениях (63,3—50,3 млн лет назад) на территории Северной Америки в США (штаты Вайоминг и Техас), Канаде (Альберта) и Мексике (Нижняя Калифорния). Крупные для своего времени растительноядные млекопитающие, размерами с большую овцу, внешне напоминавшие современных кошачьих.

## Классификация
По данным сайта Paleobiology Database, на январь 2022 года в род включают 2 вымерших вида:
- Caenolambda jepseni Simons, 1960
- Caenolambda pattersoni Gazin, 1956typus